# Церковь Александра Невского (Нижняя Салда)
Церковь Александра Невского — православный храм в городе Нижняя Салда Свердловской области.
Памятник архитектуры регионального значения.

## История
в 1905 году завершено строительство каменной трёхпрестольной церкви на левом берегу реки Салды. 24 мая 1905 года главный храм освящён во имя Александра Невского. 26 ноября 1906 года освящён правый придел освящён во имя Николая Чудотворца. Данных по освящению левого придела нет.
В 1930 году здание закрыто, позднее была снесена колокольня. В состав РПЦ возвращено в 1989 году. Повторное освящение состоялось 15 ноября 1990 год.

## Архитектура
Архитектура храма является примером романо-византийского стиля. У здания центрическая форма со сложной конфигурацией. Промежутки между четырёх прямоугольных выступов, образующих крест, заполнены более низкими объёмами с диагональными стенами по сторонам прямого угла. Огромный купол над средокрестием дополнялся малыми над угловыми частями; этим куполам отводилась роль звонниц.
Стены членятся тягами, первая из которых отделяет цоколь, а вторая объединяет портальные арки и архивольты окон. В порталы, углы, а также в простенки тройных окон западного выступа и алтаря введены колонки. Они же в укороченном и утолщенном виде оформляют ярусные постаменты и барабаны малых куполов. Барабан центрального купола — световой; рустован, украшен аркатурой с подобием гирек и имеет аттик, круглые люкарны которых разделены колонками. На фасадах крупные и мелкие сухарики, крестообразные углубления и пояс ширинок. Сохранилась ограда на каменном цоколе со столбами и решёткой чугунного литья.

## Духовенство
- Настоятель храма — протоиерей Михаил Парыгин[4].

## Престольные праздники
- Александра Невского — Декабрь 6 [по н.с.] (день преставления), Сентябрь 12 [по н.с.] (перенесение мощей)[4]